# Cavaliere del Cigno

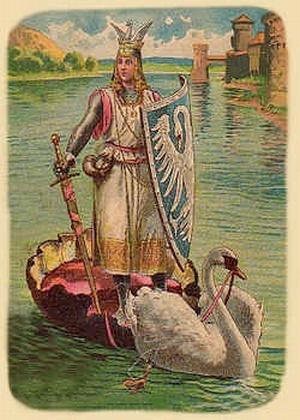
Cartolina di Lohengrin, circa del 1900 - artista ignoto

La storia del Cavaliere del cigno, è una leggenda medievale su un misterioso salvatore che arriva su una barca a forma di cigno per difendere una damigella, con la sola condizione che lei non avrebbe mai dovuto chiedergli il suo nome.
La storia del Cavaliere del cigno era inizialmente collegata a quella della famiglia di Goffredo di Buglione, primo conquistatore di Gerusalemme nel 1099, nella francese chansons de geste nota come cycle de la croisade.
Oggigiorno, la storia è probabilmente meglio nota come la storia di Lohengrin, figlio del cavaliere del Santo Graal Parsifal. La leggenda di Lohengrin forma la trama della omonima opera di Richard Wagner, Lohengrin, che si basa sulla canzone tedesca medievale.
Le storie e le leggende del Cavaliere del Cigno sono riprodotte nel castello di Hohenschwangau, in Baviera, commissionate dal principe Ludwig, mecenate e amico di Richard Wagner.